# Aba (majordome)
Pour les articles homonymes, voir Aba.
Dans l'Égypte antique, Aba est le premier des quatre majordomes de la princesse Nitocris Ire, divine adoratrice d'Amon et fille du pharaon Psammétique Ier et de sa première épouse, Méhetenoueskhet.
Il prend ses fonctions en 632 avant notre ère ; Pabasa, Padihorresnet et Ânkhhor lui succèdent.
Son autorité s'étend sur les quinze premiers nomes de Haute-Égypte.
Sa tombe, à Thèbes, est remarquable pour ses copies de scènes de l'Ancien Empire.